# Scheloribates laevigatus
Scheloribates laevigatus is een mijtensoort uit de familie van de Scheloribatidae. De wetenschappelijke naam van de soort is voor het eerst geldig gepubliceerd in 1835 door C.L. Koch.